# Михальчишин, Адриан Богданович
Адриан Богданович Михальчишин (укр. Адріян Михальчишин, род. 18 ноября 1954, Львов) — советский, украинский и словенский шахматист, гроссмейстер (1978); тренер. Физик, окончил Львовский государственный университет. Победитель Всесоюзного турнира молодых мастеров (1977); молодёжных чемпионатов мира (1977 и 1980) в составе команды СССР; Спартакиады народов СССР (1979) в составе команды УССР. Победитель Кубка Европы в составе команды «Труд» (1984). Участник ряда чемпионатов СССР; лучший результат в 1984 — 4-е место. Чемпион Словении 2002 года.

## Шахматная карьера
Успешно выступил во многих международных соревнованиях: Одесса (1973, юниорский турнир ЦШК) — 3-5-е; Рим (1977) — 1-2-е; Чемпионат Украины (1977) — 3-е; Врнячка-Баня (1978) — 1-2-е; Печ (1978) — 1-е; Лейпциг (1979) и Копенгаген (1980) — 1-2-е; Баку (1980) — 3-5-е; Тбилиси (1980) — 2-5-е; Сьенфуэгос (1981) — 2-3-е; Гавана (1982) — 4-5-е; Вена (1982) — 1-3-е; Дортмунд (1984) — 4-5-е; Гастингс (1985/1986) — 2-е; Львов (1986) — 6-е; Кашкайш (1986) — 2-3-е; Минск (1986) — 5-7-е; Карвина (1987) — 2-3-е место; Брно (1991) — 1-е; Экло (1991) — 1-е; Кечкемет (1991) — 1-4-е; Дортмунд (1998) — 1-е; Варшава (2001) — 1-е.

## Тренер
Тренер сборной СССР (1989) — чемпионов мира и Европы. Тренировал сборные Словении (1997—2002), Голландии (2002—2006). Тренер сборной Турции (с 2006 года).
Председатель тренерской комиссии ФИДЕ с 2009 года.

## Семья
Сын — Юрий Михальчишин. Народный депутат Украины VII созыва от радикальной националистической партии «Свобода».  Кандидат политических наук. На выборах городского головы Львова в 2010 году занял 3-е место.

## Изменения рейтинга
| Графики недоступны из-за технических проблем. См. информацию на Фабрикаторе и на mediawiki.org. |

## Книги
- Интуиция. М., 2003. 167, [2] с. (Искусство шахмат). ISBN 5-7905-2125-8. (В соавторстве с Александром Белявским)
- Сицилианская защита. Атака Созина — Фишера. М., 2007. 378 с. (Теория шахмат). ISBN 978-5-17-045426-6. ISBN 978-5-271-17474-2. (В соавторстве с Олегом Стецко)
- За кулисами шахматной империи : свидетельства очевидца. М., 2008. 436, [1] с., [16] л. ил. (Мемуары шахматиста). ISBN 978-5-17-048123-1. ISBN 978-5-271-18652-3.
- Стратегия висячих пешек. М., 2009. 196, [1] с. (Искусство шахмат). ISBN 978-5-386-01385-1. (В соавторстве с Олегом Стецко)
- Стратегия изолированной пешки. М., 2009. 197 с. (Шахматный университет; 36). ISBN 978-5-94693-145-8. (В соавторстве с Александром Белявским и Олегом Стецко)
- Магнус Карлсен : 60 партий лидера современных шахмат. Москва : Russian Chess House, 2011. 291, [3] с. (Великие шахматисты мира). ISBN 978-5-94693-190-8. (В соавторстве с Олегом Стецко)
- Шахматы.Техника эндшпиля (Шахматный университет) — 2013 (В соавторстве с Олегом Стецко)